# Zyrinx
Zyrinx — компанія, розробник комп'ютерних ігор. Була заснована в 1992 році в Копенгагені, Данія. Всі співробітники компанії були активними учасниками демосцени на комп'ютері Commodore Amiga в 1980-х і початку 1990-х років, включаючи композитора Йеспера Кіда. 
Перша гра компанії, Subterrania для ігрової консолі Sega Mega Drive, була випущена в 1993 році. У процесі розробки команда розробників переїхала до Бостона. Наступними іграми компанії стали Red Zone (1994) для Mega Drive та Scorcher (1996) для Sega Saturn та MS-DOS. Код програвача музики, розроблений компанією, використовувався у версії гри Adventures of Batman & Robin (1995) для Mega Drive, музику до якої написав Йеспер Кід. Компанія також розробила демонстраційну програму для Sega 32X, що показує можливості відображення тривимірної графіки на цій ігровій консолі. 
У 1998 році компанія була закрита у зв'язку з банкрутством основного видавця ігор компанії, Scavenger Team
. 
Згодом співробітники компанії разом з співробітниками аналогічної компанії Lemon, що також працювала разом зі Scavenger Team, створили групу розробників Reto-Moto і заснували компанію IO Interactive, що створила популярну серію ігор Hitman.